# Asni
Asni est une commune rurale de la province d'Al Haouz, dans la région Marrakech-Safi, au Maroc.

## Géographie
Asni est située à une quarantaine de kilomètres au sud de Marrakech, au pied du Haut Atlas, à la limite du parc national de Toubkal. 

## Toponymie
Le nom d'Asni en tamazight est ⴰⵙⵏⵉ, en arabe أسني.

## Historique
La commune d'Asni, créée en 1959, fait partie des 801 communes formées lors du premier découpage communal qu'a connu le Maroc ; elle se trouvait alors dans la feue province de Marrakech, précisément dans le cercle de Marrakech-Banlieue.

## Démographie
Selon les derniers recensements, la population d'Asni est passée, de 1994 à 2004, de 16 253 à 18 674 habitants et en comptait 21 244 en 2014.

## Administration et politique
Dans le cadre de la déconcentration en milieu rural, la commune d'Asni est rattachée au caïdat d'Asni, lui-même rattaché au cercle d'Asni.